# リンリスゴー侯爵
リンリスゴー侯爵（英: Marquess of Linlithgow）は、連合王国貴族の侯爵位。スコットランド議会議員チャールズ・ホープが1703年に叙されたホープトン伯爵位を前身とし、オーストラリア総督などを歴任した7代ホープトン伯爵ジョン・ホープが1902年にリンリスゴー侯爵に叙されたのに始まる。

## 歴史
スコットランド議会のリンリスゴーシャー選出の議員であるチャールズ・ホープ(1681–1742)は、1703年4月15日にスコットランド貴族爵位のホープ卿(Lord Hope)、エイザリー子爵(Viscount Aithrie)、ホープトン伯爵(Earl of Hopetoun)に叙された。彼はスコットランド併合後の1722年から1742年にかけてはスコットランド貴族の貴族代表議員としてイギリス議会の貴族院議員になっている。

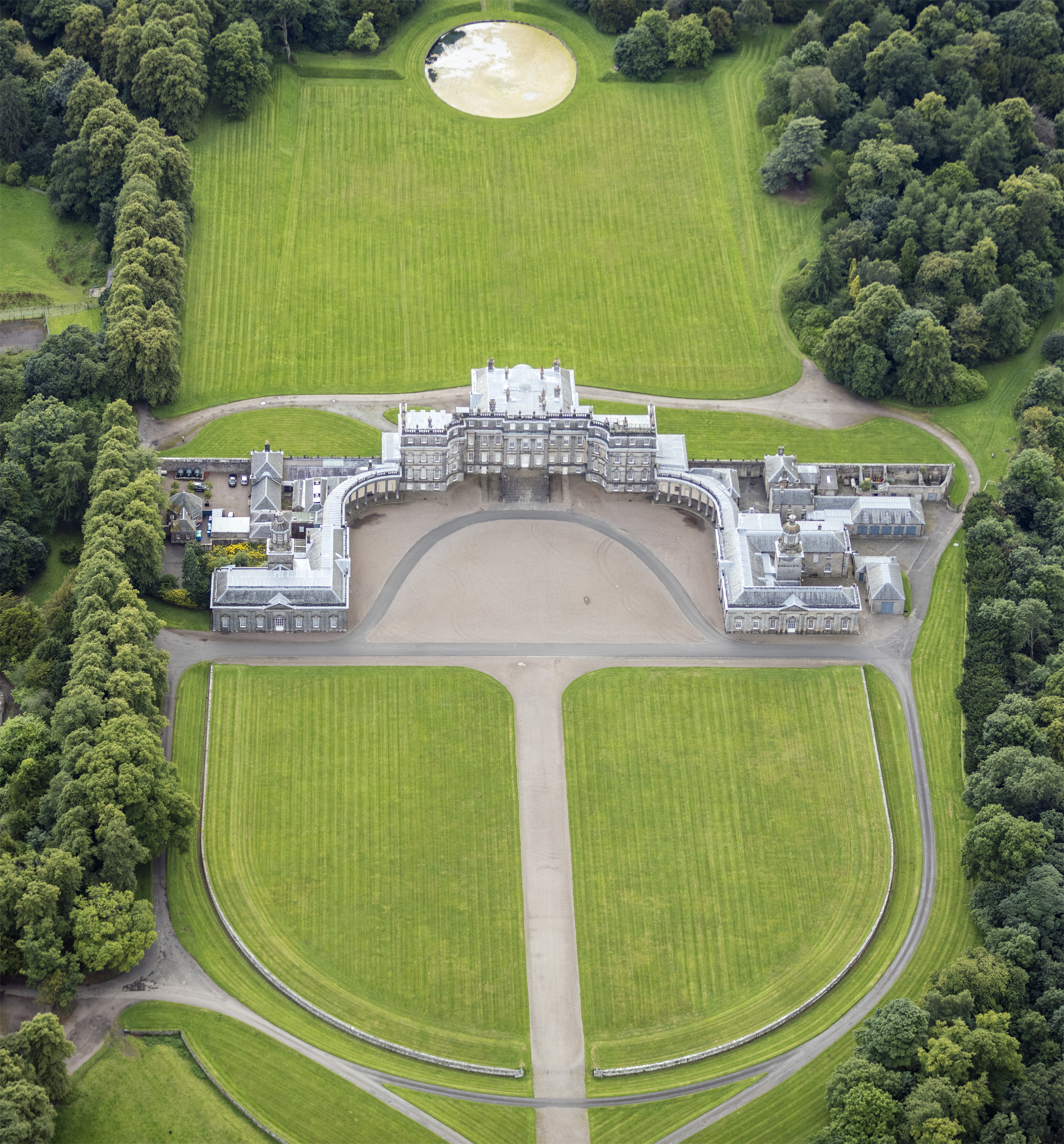
本邸のホープトン・ハウス

その長男である2代ホープトン伯ジョン・ホープ(1704–1781)は、1744年から1760年にかけてスコットランドの警察卿(Lord of Police)を務めた。
2代ホープトン伯の息子である3代ホープトン伯ジェイムズ・ホープ(1741–1817)は、1784年から1790年と1794年から1796年にかけてスコットランド貴族の貴族代表議員としてイギリス議会貴族院議員を務めた。さらに1809年2月3日には連合王国貴族爵位リンリスゴー州におけるホープトンのホープトン男爵（Baron Hopetoun, of Hopetoun in the County of Linlithgow）に叙されたことでイギリス貴族院議員に列した。この爵位は自身の男系男子の他、父の男系男子にも継承が可能な特別継承規定が付けられており、以降の当主も自動的にイギリス議会貴族院の議員に列するようになった。また初代ホープトン伯の妻ヘンリエッタ・ジョンストン(1682-1750)が、初代アナンデイル侯爵・第2代アナンデイル＝ハートフェル伯爵ウィリアム・ジョンストンの娘にあたる関係から、3代ホープトン伯は後世に第5代アナンデイル＝ハートフェル伯爵(Earl of Annandale and Hartfell)位の継承者だったことが確認された（デ・ジュリ）。
3代ホープトン伯の異母弟ジョン・ホープ(1765–1823)は、ナポレオン戦争で活躍した陸軍将校であり、襲爵前の1814年5月17日に連合王国貴族爵位リンリスゴー州におけるニドリー城のニドリー男爵(Baron Niddry, of Niddry Castle in the County of Linlithgow)に叙されている。 その後、1817年に異母兄の死去により、4代ホープトン伯位を継承している（デ・ジュリのアナンデイル＝ハートフェル伯爵位のみ彼ではなく、3代ホープトン伯の娘アンに継承されている）。
4代伯の死後、その長男ジョン・ホープ(1803–1843)が5代ホープトン伯位を継承した。5代伯の死後は、その一人息子ジョン・アレグザンダー・ホープ(1831–1873)が6代ホープトン伯位を継承した
6代ホープトン伯の死後、その息子ジョン・エイドリアン・ルイス・ホープ(1860–1908)が7代ホープトン伯爵を継承した。彼はヴィクトリア州総督（Governor and Commander-in-Chief of Victoria）、支払長官、宮内長官、オーストラリア総督、スコットランド大臣などを歴任し、1902年10月27日に連合王国貴族爵位リンリスゴー侯爵（Marquess of Linlithgow）に叙せられた。
初代リンリスゴー侯爵の死後、その息子ヴィクター・アレグザンダー・ジョン・ホープ(1887–1952)が2代リンリスゴー侯爵位を継承した。彼は1936年から1943年にかけてインド総督を務めたことで知られる。
2代リンリスゴー侯爵の死後、その息子チャールズ・ウィリアム・フレデリック・ホープ(1912–1987)が3代リンリスゴー侯爵位を継承した。
3代リンリスゴー侯爵の死後、その息子エイドリアン・ジョン・チャールズ・ホープ(1946-)が4代リンリスゴー侯爵位を継承。彼が2017年現在の当主である。

本邸はスコットランド・ウェスト・ロージアン・サウス・クイーンズフェリーにあるホープトン・ハウス。

## 現当主の保有爵位・準男爵位
現当主エイドリアン・ジョン・チャールズ・ホープは以下の爵位・準男爵位を保有している。
- 第4代リンリスゴー侯爵 (4th Marquess of Linlithgow)
(1902年10月27日の勅許状による連合王国貴族爵位)
- 第10代ホープトン伯爵 (10th Earl of Hopetoun)
(1703年4月15日の勅許状によるスコットランド貴族爵位)
- 第10代エイザリー子爵 (10th Viscount Aithrie)
(1703年4月15日の勅許状によるスコットランド貴族爵位)
- 第10代ホープ卿 (10th Lord Hope)
(1703年4月15日の勅許状によるスコットランド貴族爵位)
- ホープトンの第8代ホープトン男爵 (8th Baron Hopetoun, of Hopetoun)
(1809年2月3日の勅許状による連合王国貴族爵位)
- リンリスゴー州におけるニドリー城の第7代ニドリー男爵 (7th Baron Niddry, of Niddry Castle in the County of Linlithgow)
(1814年5月17日の勅許状による連合王国貴族爵位)
- (カークリストンの)第12代準男爵（英語版） (12th Baronet, "of Kirkliston")
(1698年3月1日の勅許状によるノヴァスコシア準男爵位)

## 一覧

### ホープトン伯爵 (1703年)
- 初代ホープトン伯チャールズ・ホープ (1681–1742)
- 2代ホープトン伯ジョン・ホープ (1704–1781) 先代の息子
- 3代ホープトン伯ジェイムズ・ホープ＝ジョンストン（英語版） (1741–1816) 先代の息子
- 4代ホープトン伯ジョン・ホープ（英語版） (1765–1823) 先代の異母弟
- 5代ホープトン伯ジョン・ホープ (1803–1843) 先代の息子
- 6代ホープトン伯ジョン・アレグザンダー・ホープ (1831–1873) 先代の息子
- 7代ホープトン伯ジョン・エイドリアン・ルイス・ホープ (1860–1908) 先代の息子、1902年にリンリスゴー侯爵に叙される

### リンリスゴー侯爵 (1902年)
- 初代リンリスゴー侯ジョン・エイドリアン・ルイス・ホープ (1860–1908)
- 2代リンリスゴー侯ヴィクター・アレグザンダー・ジョン・ホープ (1887–1952)先代の息子
- 3代リンリスゴー侯チャールズ・ウィリアム・フレデリック・ホープ（英語版） (1912–1987)先代の息子
- 4代リンリスゴー侯エイドリアン・ジョン・チャールズ・ホープ（英語版） (1946-)先代の息子
  - 法定推定相続人は現当主の長男ホープトン伯(儀礼称号)アンドリュー・クリストファー・ヴィクター・アーサー・チャールズ・ホープ (1969-)
    - その法定推定相続人はその長男エイザリー子爵(儀礼称号)チャールズ・エイドリアン・ブリストー・ウィリアム・ホープ(2001-)

## 系図
|                                  |                      |                      |                      |                                                 |                                                 | | | | | | | 初代アナンデイル侯 2代アナンデイル＝ハートフェル伯 ウィリアム・ジョンストン (1664–1721)            | |                                                                                                 |                                  |                                                                               |                                                                               |                                                                               |                                                                               |                                                                               |                                                                               |  |  |                                    |                                    |                                    |                                    |                                    |                                    |  |  |  |  |  |  |  |  |  |  |
|                                  |                      |                      |                      |                                                 |                                                 | | | | | | | | |                                                                                                 |                                  |                                                                               |                                                                               |                                                                               |                                                                               |                                                                               |                                                                               |  |  |                                    |                                    |                                    |                                    |                                    |                                    |  |  |  |  |  |  |  |  |  |  |
|                                  |                      |                      |                      | 1703年ホープトン伯                              |                                                 | | | | | | | | |                                                                                                 |                                  |                                                                               |                                                                               |                                                                               |                                                                               |                                                                               |                                                                               |  |  |                                    |                                    |                                    |                                    |                                    |                                    |  |  |  |  |  |  |  |  |  |  |
|                                  |                      |                      |                      | 初代ホープトン伯 チャールズ・ホープ (1681–1742) | 初代ホープトン伯 チャールズ・ホープ (1681–1742) | 初代ホープトン伯 チャールズ・ホープ (1681–1742)                                                                           | 初代ホープトン伯 チャールズ・ホープ (1681–1742)                                                                           | 初代ホープトン伯 チャールズ・ホープ (1681–1742)                                                                           | 初代ホープトン伯 チャールズ・ホープ (1681–1742)                                                                           | | | ヘンリエッタ・ホープ (1682-1750)                                                                   | ヘンリエッタ・ホープ (1682-1750)                                                                   | ヘンリエッタ・ホープ (1682-1750)                                                                | ヘンリエッタ・ホープ (1682-1750) | ヘンリエッタ・ホープ (1682-1750)                                              | ヘンリエッタ・ホープ (1682-1750)                                              |                                                                               |                                                                               |                                                                               |                                                                               |  |  |                                    |                                    |                                    |                                    |                                    |                                    |  |  |  |  |  |  |  |  |  |  |
|                                  |                      |                      |                      | 初代ホープトン伯 チャールズ・ホープ (1681–1742) | 初代ホープトン伯 チャールズ・ホープ (1681–1742) | 初代ホープトン伯 チャールズ・ホープ (1681–1742)                                                                           | 初代ホープトン伯 チャールズ・ホープ (1681–1742)                                                                           | 初代ホープトン伯 チャールズ・ホープ (1681–1742)                                                                           | 初代ホープトン伯 チャールズ・ホープ (1681–1742)                                                                           | | | ヘンリエッタ・ホープ (1682-1750)                                                                   | ヘンリエッタ・ホープ (1682-1750)                                                                   | ヘンリエッタ・ホープ (1682-1750)                                                                | ヘンリエッタ・ホープ (1682-1750) | ヘンリエッタ・ホープ (1682-1750)                                              | ヘンリエッタ・ホープ (1682-1750)                                              |                                                                               |                                                                               |                                                                               |                                                                               |  |  |                                    |                                    |                                    |                                    |                                    |                                    |  |  |  |  |  |  |  |  |  |  |
|                                  |                      |                      |                      |                                                 |                                                 | | | | | | | | |                                                                                                 |                                  |                                                                               |                                                                               |                                                                               |                                                                               |                                                                               |                                                                               |  |  |                                    |                                    |                                    |                                    |                                    |                                    |  |  |  |  |  |  |  |  |  |  |
|                                  |                      |                      |                      |                                                 |                                                 | | | 2代ホープトン伯 ジョン・ホープ (1704–1781)                                                                                | | | | | |                                                                                                 |                                  |                                                                               |                                                                               |                                                                               |                                                                               |                                                                               |                                                                               |  |  |                                    |                                    |                                    |                                    |                                    |                                    |  |  |  |  |  |  |  |  |  |  |
|                                  |                      |                      |                      |                                                 |                                                 | | | | | | | | |                                                                                                 |                                  |                                                                               |                                                                               |                                                                               |                                                                               |                                                                               |                                                                               |  |  |                                    |                                    |                                    |                                    |                                    |                                    |  |  |  |  |  |  |  |  |  |  |
|                                  |                      |                      |                      |                                                 |                                                 | | | | | | | | |                                                                                                 |                                  |                                                                               |                                                                               |                                                                               |                                                                               |                                                                               |                                                                               |  |  |                                    |                                    |                                    |                                    |                                    |                                    |  |  |  |  |  |  |  |  |  |  |
| 1809年ホープトン男爵             | 1809年ホープトン男爵 | 1809年ホープトン男爵 | 1809年ホープトン男爵 | 1809年ホープトン男爵                            | 1809年ホープトン男爵                            | | | 1814年ニドリー男爵 | 1814年ニドリー男爵 | 1814年ニドリー男爵 | 1814年ニドリー男爵 | 1814年ニドリー男爵                                                                                 | 1814年ニドリー男爵                                                                                 |                                                                                                 |                                  |                                                                               |                                                                               |                                                                               |                                                                               |                                                                               |                                                                               |  |  |                                    |                                    |                                    |                                    |                                    |                                    |  |  |  |  |  |  |  |  |  |  |
| 1809年ホープトン男爵             | 1809年ホープトン男爵 | 1809年ホープトン男爵 | 1809年ホープトン男爵 | 1809年ホープトン男爵                            | 1809年ホープトン男爵                            | 3代ホープトン伯 5代アナンデイル＝ハートフェル伯(デジュリ) 初代ホープトン男爵 ジェイムズ・ホープ＝ジョンストン (1741–1816) | 3代ホープトン伯 5代アナンデイル＝ハートフェル伯(デジュリ) 初代ホープトン男爵 ジェイムズ・ホープ＝ジョンストン (1741–1816) | 3代ホープトン伯 5代アナンデイル＝ハートフェル伯(デジュリ) 初代ホープトン男爵 ジェイムズ・ホープ＝ジョンストン (1741–1816) | 3代ホープトン伯 5代アナンデイル＝ハートフェル伯(デジュリ) 初代ホープトン男爵 ジェイムズ・ホープ＝ジョンストン (1741–1816) | 3代ホープトン伯 5代アナンデイル＝ハートフェル伯(デジュリ) 初代ホープトン男爵 ジェイムズ・ホープ＝ジョンストン (1741–1816) | 3代ホープトン伯 5代アナンデイル＝ハートフェル伯(デジュリ) 初代ホープトン男爵 ジェイムズ・ホープ＝ジョンストン (1741–1816) | 1814年ニドリー男爵                                                                                 | 1814年ニドリー男爵                                                                                 |                                                                                                 |                                  | 4代ホープトン伯 2代ホープトン男爵 初代ニドリー男爵 ジョン・ホープ (1765–1823) | 4代ホープトン伯 2代ホープトン男爵 初代ニドリー男爵 ジョン・ホープ (1765–1823) | 4代ホープトン伯 2代ホープトン男爵 初代ニドリー男爵 ジョン・ホープ (1765–1823) | 4代ホープトン伯 2代ホープトン男爵 初代ニドリー男爵 ジョン・ホープ (1765–1823) | 4代ホープトン伯 2代ホープトン男爵 初代ニドリー男爵 ジョン・ホープ (1765–1823) | 4代ホープトン伯 2代ホープトン男爵 初代ニドリー男爵 ジョン・ホープ (1765–1823) |  |  | アレグザンダー・ホープ (1769-1837) | アレグザンダー・ホープ (1769-1837) | アレグザンダー・ホープ (1769-1837) | アレグザンダー・ホープ (1769-1837) | アレグザンダー・ホープ (1769-1837) | アレグザンダー・ホープ (1769-1837) |  |  |  |  |  |  |  |  |  |  |
|                                  |                      |                      |                      |                                                 |                                                 | 3代ホープトン伯 5代アナンデイル＝ハートフェル伯(デジュリ) 初代ホープトン男爵 ジェイムズ・ホープ＝ジョンストン (1741–1816) | 3代ホープトン伯 5代アナンデイル＝ハートフェル伯(デジュリ) 初代ホープトン男爵 ジェイムズ・ホープ＝ジョンストン (1741–1816) | 3代ホープトン伯 5代アナンデイル＝ハートフェル伯(デジュリ) 初代ホープトン男爵 ジェイムズ・ホープ＝ジョンストン (1741–1816) | 3代ホープトン伯 5代アナンデイル＝ハートフェル伯(デジュリ) 初代ホープトン男爵 ジェイムズ・ホープ＝ジョンストン (1741–1816) | 3代ホープトン伯 5代アナンデイル＝ハートフェル伯(デジュリ) 初代ホープトン男爵 ジェイムズ・ホープ＝ジョンストン (1741–1816) | 3代ホープトン伯 5代アナンデイル＝ハートフェル伯(デジュリ) 初代ホープトン男爵 ジェイムズ・ホープ＝ジョンストン (1741–1816) | | |                                                                                                 |                                  | 4代ホープトン伯 2代ホープトン男爵 初代ニドリー男爵 ジョン・ホープ (1765–1823) | 4代ホープトン伯 2代ホープトン男爵 初代ニドリー男爵 ジョン・ホープ (1765–1823) | 4代ホープトン伯 2代ホープトン男爵 初代ニドリー男爵 ジョン・ホープ (1765–1823) | 4代ホープトン伯 2代ホープトン男爵 初代ニドリー男爵 ジョン・ホープ (1765–1823) | 4代ホープトン伯 2代ホープトン男爵 初代ニドリー男爵 ジョン・ホープ (1765–1823) | 4代ホープトン伯 2代ホープトン男爵 初代ニドリー男爵 ジョン・ホープ (1765–1823) |  |  | アレグザンダー・ホープ (1769-1837) | アレグザンダー・ホープ (1769-1837) | アレグザンダー・ホープ (1769-1837) | アレグザンダー・ホープ (1769-1837) | アレグザンダー・ホープ (1769-1837) | アレグザンダー・ホープ (1769-1837) |  |  |  |  |  |  |  |  |  |  |
| アナンデイル＝ハートフェル伯爵家 |                      |                      |                      |                                                 |                                                 | | | | | | | | |                                                                                                 |                                  |                                                                               |                                                                               |                                                                               |                                                                               |                                                                               |                                                                               |  |  |                                    |                                    |                                    |                                    |                                    |                                    |  |  |  |  |  |  |  |  |  |  |
|                                  |                      |                      |                      |                                                 |                                                 | | | 5代ホープトン伯 3代ホープトン男爵 2代ニドリー男爵 ジョン・ホープ (1803–1843)                                              | 5代ホープトン伯 3代ホープトン男爵 2代ニドリー男爵 ジョン・ホープ (1803–1843)                                              | 5代ホープトン伯 3代ホープトン男爵 2代ニドリー男爵 ジョン・ホープ (1803–1843)                                              | 5代ホープトン伯 3代ホープトン男爵 2代ニドリー男爵 ジョン・ホープ (1803–1843)                                              | 5代ホープトン伯 3代ホープトン男爵 2代ニドリー男爵 ジョン・ホープ (1803–1843)                       | 5代ホープトン伯 3代ホープトン男爵 2代ニドリー男爵 ジョン・ホープ (1803–1843)                       |                                                                                                 |                                  | ジェイムズ・ホープ＝スコット (1812-1873)                                      | ジェイムズ・ホープ＝スコット (1812-1873)                                      | ジェイムズ・ホープ＝スコット (1812-1873)                                      | ジェイムズ・ホープ＝スコット (1812-1873)                                      | ジェイムズ・ホープ＝スコット (1812-1873)                                      | ジェイムズ・ホープ＝スコット (1812-1873)                                      |  |  |                                    |                                    |                                    |                                    |                                    |                                    |  |  |  |  |  |  |  |  |  |  |
|                                  |                      |                      |                      |                                                 |                                                 | | | 5代ホープトン伯 3代ホープトン男爵 2代ニドリー男爵 ジョン・ホープ (1803–1843)                                              | 5代ホープトン伯 3代ホープトン男爵 2代ニドリー男爵 ジョン・ホープ (1803–1843)                                              | 5代ホープトン伯 3代ホープトン男爵 2代ニドリー男爵 ジョン・ホープ (1803–1843)                                              | 5代ホープトン伯 3代ホープトン男爵 2代ニドリー男爵 ジョン・ホープ (1803–1843)                                              | 5代ホープトン伯 3代ホープトン男爵 2代ニドリー男爵 ジョン・ホープ (1803–1843)                       | 5代ホープトン伯 3代ホープトン男爵 2代ニドリー男爵 ジョン・ホープ (1803–1843)                       |                                                                                                 |                                  | ジェイムズ・ホープ＝スコット (1812-1873)                                      | ジェイムズ・ホープ＝スコット (1812-1873)                                      | ジェイムズ・ホープ＝スコット (1812-1873)                                      | ジェイムズ・ホープ＝スコット (1812-1873)                                      | ジェイムズ・ホープ＝スコット (1812-1873)                                      | ジェイムズ・ホープ＝スコット (1812-1873)                                      |  |  |                                    |                                    |                                    |                                    |                                    |                                    |  |  |  |  |  |  |  |  |  |  |
|                                  |                      |                      |                      |                                                 |                                                 | | | | | | | | |                                                                                                 |                                  | 1932年ランケイラー男爵                                                        |                                                                               |                                                                               |                                                                               |                                                                               |                                                                               |  |  |                                    |                                    |                                    |                                    |                                    |                                    |  |  |  |  |  |  |  |  |  |  |
|                                  |                      |                      |                      |                                                 |                                                 | | | 6代ホープトン伯 4代ホープトン男爵 3代ニドリー男爵 ジョン・ホープ (1831–1873)                                              | 6代ホープトン伯 4代ホープトン男爵 3代ニドリー男爵 ジョン・ホープ (1831–1873)                                              | 6代ホープトン伯 4代ホープトン男爵 3代ニドリー男爵 ジョン・ホープ (1831–1873)                                              | 6代ホープトン伯 4代ホープトン男爵 3代ニドリー男爵 ジョン・ホープ (1831–1873)                                              | 6代ホープトン伯 4代ホープトン男爵 3代ニドリー男爵 ジョン・ホープ (1831–1873)                       | 6代ホープトン伯 4代ホープトン男爵 3代ニドリー男爵 ジョン・ホープ (1831–1873)                       |                                                                                                 |                                  | 初代ランケイラー男爵 ジェイムズ・ホープ (1870-1949)                           | 初代ランケイラー男爵 ジェイムズ・ホープ (1870-1949)                           | 初代ランケイラー男爵 ジェイムズ・ホープ (1870-1949)                           | 初代ランケイラー男爵 ジェイムズ・ホープ (1870-1949)                           | 初代ランケイラー男爵 ジェイムズ・ホープ (1870-1949)                           | 初代ランケイラー男爵 ジェイムズ・ホープ (1870-1949)                           |  |  |                                    |                                    |                                    |                                    |                                    |                                    |  |  |  |  |  |  |  |  |  |  |
|                                  |                      |                      |                      |                                                 |                                                 | | | 6代ホープトン伯 4代ホープトン男爵 3代ニドリー男爵 ジョン・ホープ (1831–1873)                                              | 6代ホープトン伯 4代ホープトン男爵 3代ニドリー男爵 ジョン・ホープ (1831–1873)                                              | 6代ホープトン伯 4代ホープトン男爵 3代ニドリー男爵 ジョン・ホープ (1831–1873)                                              | 6代ホープトン伯 4代ホープトン男爵 3代ニドリー男爵 ジョン・ホープ (1831–1873)                                              | 6代ホープトン伯 4代ホープトン男爵 3代ニドリー男爵 ジョン・ホープ (1831–1873)                       | 6代ホープトン伯 4代ホープトン男爵 3代ニドリー男爵 ジョン・ホープ (1831–1873)                       |                                                                                                 |                                  | 初代ランケイラー男爵 ジェイムズ・ホープ (1870-1949)                           | 初代ランケイラー男爵 ジェイムズ・ホープ (1870-1949)                           | 初代ランケイラー男爵 ジェイムズ・ホープ (1870-1949)                           | 初代ランケイラー男爵 ジェイムズ・ホープ (1870-1949)                           | 初代ランケイラー男爵 ジェイムズ・ホープ (1870-1949)                           | 初代ランケイラー男爵 ジェイムズ・ホープ (1870-1949)                           |  |  |                                    |                                    |                                    |                                    |                                    |                                    |  |  |  |  |  |  |  |  |  |  |
|                                  |                      |                      |                      |                                                 |                                                 | | | 1902年リンリスゴー侯 | 1902年リンリスゴー侯 | 1902年リンリスゴー侯 | 1902年リンリスゴー侯 | 1902年リンリスゴー侯                                                                               | 1902年リンリスゴー侯                                                                               |                                                                                                 |                                  | ランケイラー男爵家                                                            | ランケイラー男爵家                                                            | ランケイラー男爵家                                                            | ランケイラー男爵家                                                            | ランケイラー男爵家                                                            | ランケイラー男爵家                                                            |  |  |                                    |                                    |                                    |                                    |                                    |                                    |  |  |  |  |  |  |  |  |  |  |
|                                  |                      |                      |                      |                                                 |                                                 | | | 1902年リンリスゴー侯 | 1902年リンリスゴー侯 | 1902年リンリスゴー侯 | 1902年リンリスゴー侯 | 1902年リンリスゴー侯                                                                               | 1902年リンリスゴー侯                                                                               | 初代リンリスゴー侯 7代ホープトン伯 5代ホープトン男爵 4代ニドリー男爵 ジョン・ホープ (1860–1908) |                                  | ランケイラー男爵家                                                            | ランケイラー男爵家                                                            | ランケイラー男爵家                                                            | ランケイラー男爵家                                                            | ランケイラー男爵家                                                            | ランケイラー男爵家                                                            |  |  |                                    |                                    |                                    |                                    |                                    |                                    |  |  |  |  |  |  |  |  |  |  |
|                                  |                      |                      |                      |                                                 |                                                 | | | | | | | | |                                                                                                 |                                  |                                                                               |                                                                               |                                                                               |                                                                               |                                                                               |                                                                               |  |  |                                    |                                    |                                    |                                    |                                    |                                    |  |  |  |  |  |  |  |  |  |  |
|                                  |                      |                      |                      |                                                 |                                                 | | | 2代リンリスゴー侯 8代ホープトン伯 6代ホープトン男爵 5代ニドリー男爵 ヴィクター・ホープ (1887–1952)                        | | | | | |                                                                                                 |                                  |                                                                               |                                                                               |                                                                               |                                                                               |                                                                               |                                                                               |  |  |                                    |                                    |                                    |                                    |                                    |                                    |  |  |  |  |  |  |  |  |  |  |
|                                  |                      |                      |                      |                                                 |                                                 | | | | | | | | |                                                                                                 |                                  |                                                                               |                                                                               |                                                                               |                                                                               |                                                                               |                                                                               |  |  |                                    |                                    |                                    |                                    |                                    |                                    |  |  |  |  |  |  |  |  |  |  |
|                                  |                      |                      |                      |                                                 |                                                 | | | | | | | | |                                                                                                 |                                  |                                                                               |                                                                               |                                                                               |                                                                               |                                                                               |                                                                               |  |  |                                    |                                    |                                    |                                    |                                    |                                    |  |  |  |  |  |  |  |  |  |  |
|                                  |                      |                      |                      |                                                 |                                                 | | | | | | | | |                                                                                                 |                                  | 1964年グレンデボン男爵                                                        |                                                                               |                                                                               |                                                                               |                                                                               |                                                                               |  |  |                                    |                                    |                                    |                                    |                                    |                                    |  |  |  |  |  |  |  |  |  |  |
|                                  |                      |                      |                      |                                                 |                                                 | | | 3代リンリスゴー侯 9代ホープトン伯 7代ホープトン男爵 6代ニドリー男爵 チャールズ・ホープ (1912–1987)                        | 3代リンリスゴー侯 9代ホープトン伯 7代ホープトン男爵 6代ニドリー男爵 チャールズ・ホープ (1912–1987)                        | 3代リンリスゴー侯 9代ホープトン伯 7代ホープトン男爵 6代ニドリー男爵 チャールズ・ホープ (1912–1987)                        | 3代リンリスゴー侯 9代ホープトン伯 7代ホープトン男爵 6代ニドリー男爵 チャールズ・ホープ (1912–1987)                        | 3代リンリスゴー侯 9代ホープトン伯 7代ホープトン男爵 6代ニドリー男爵 チャールズ・ホープ (1912–1987) | 3代リンリスゴー侯 9代ホープトン伯 7代ホープトン男爵 6代ニドリー男爵 チャールズ・ホープ (1912–1987) |                                                                                                 |                                  | 初代グレンデボン男爵 ジョン・ホープ (1912-1996)                               | 初代グレンデボン男爵 ジョン・ホープ (1912-1996)                               | 初代グレンデボン男爵 ジョン・ホープ (1912-1996)                               | 初代グレンデボン男爵 ジョン・ホープ (1912-1996)                               | 初代グレンデボン男爵 ジョン・ホープ (1912-1996)                               | 初代グレンデボン男爵 ジョン・ホープ (1912-1996)                               |  |  |                                    |                                    |                                    |                                    |                                    |                                    |  |  |  |  |  |  |  |  |  |  |
|                                  |                      |                      |                      |                                                 |                                                 | | | 3代リンリスゴー侯 9代ホープトン伯 7代ホープトン男爵 6代ニドリー男爵 チャールズ・ホープ (1912–1987)                        | 3代リンリスゴー侯 9代ホープトン伯 7代ホープトン男爵 6代ニドリー男爵 チャールズ・ホープ (1912–1987)                        | 3代リンリスゴー侯 9代ホープトン伯 7代ホープトン男爵 6代ニドリー男爵 チャールズ・ホープ (1912–1987)                        | 3代リンリスゴー侯 9代ホープトン伯 7代ホープトン男爵 6代ニドリー男爵 チャールズ・ホープ (1912–1987)                        | 3代リンリスゴー侯 9代ホープトン伯 7代ホープトン男爵 6代ニドリー男爵 チャールズ・ホープ (1912–1987) | 3代リンリスゴー侯 9代ホープトン伯 7代ホープトン男爵 6代ニドリー男爵 チャールズ・ホープ (1912–1987) |                                                                                                 |                                  | 初代グレンデボン男爵 ジョン・ホープ (1912-1996)                               | 初代グレンデボン男爵 ジョン・ホープ (1912-1996)                               | 初代グレンデボン男爵 ジョン・ホープ (1912-1996)                               | 初代グレンデボン男爵 ジョン・ホープ (1912-1996)                               | 初代グレンデボン男爵 ジョン・ホープ (1912-1996)                               | 初代グレンデボン男爵 ジョン・ホープ (1912-1996)                               |  |  |                                    |                                    |                                    |                                    |                                    |                                    |  |  |  |  |  |  |  |  |  |  |
|                                  |                      |                      |                      |                                                 |                                                 | | | | | | | | |                                                                                                 |                                  | グレンデボン男爵家                                                            |                                                                               |                                                                               |                                                                               |                                                                               |                                                                               |  |  |                                    |                                    |                                    |                                    |                                    |                                    |  |  |  |  |  |  |  |  |  |  |
|                                  |                      |                      |                      |                                                 |                                                 | | | 4代リンリスゴー侯 10代ホープトン伯 8代ホープトン男爵 7代ニドリー男爵 エイドリアン・ホープ (1946–)                         | | | | | |                                                                                                 |                                  |                                                                               |                                                                               |                                                                               |                                                                               |                                                                               |                                                                               |  |  |                                    |                                    |                                    |                                    |                                    |                                    |  |  |  |  |  |  |  |  |  |  |
|                                  |                      |                      |                      |                                                 |                                                 | | | | | | | | |                                                                                                 |                                  |                                                                               |                                                                               |                                                                               |                                                                               |                                                                               |                                                                               |  |  |                                    |                                    |                                    |                                    |                                    |                                    |  |  |  |  |  |  |  |  |  |  |
|                                  |                      |                      |                      |                                                 |                                                 | | | ホープ伯(儀礼称号) アンドリュー・ホープ (1969–)                                                                           | | | | | |                                                                                                 |                                  |                                                                               |                                                                               |                                                                               |                                                                               |                                                                               |                                                                               |  |  |                                    |                                    |                                    |                                    |                                    |                                    |  |  |  |  |  |  |  |  |  |  |
|                                  |                      |                      |                      |                                                 |                                                 | | | | | | | | |                                                                                                 |                                  |                                                                               |                                                                               |                                                                               |                                                                               |                                                                               |                                                                               |  |  |                                    |                                    |                                    |                                    |                                    |                                    |  |  |  |  |  |  |  |  |  |  |
|                                  |                      |                      |                      |                                                 |                                                 | | | エイザリー子爵(儀礼称号) チャールズ・ホープ (2001–)                                                                       | | | | | |                                                                                                 |                                  |                                                                               |                                                                               |                                                                               |                                                                               |                                                                               |                                                                               |  |  |                                    |                                    |                                    |                                    |                                    |                                    |  |  |  |  |  |  |  |  |  |  |